# Paris School of Business
Paris School of Business (vroeger ESG Management School) is een Franse businessschool die over twee campussen beschikt: in Parijs and Rennes. De school werd gesticht in 1974. De programma’s van de school zijn geaccrediteerd door de AMBA en de CGE. Bekende alumni zijn Franck Louvrier (CEO Publicis Events) en Vianney (zanger).